# (3890) Bounine
Pour les articles homonymes, voir Bounine (homonymie).

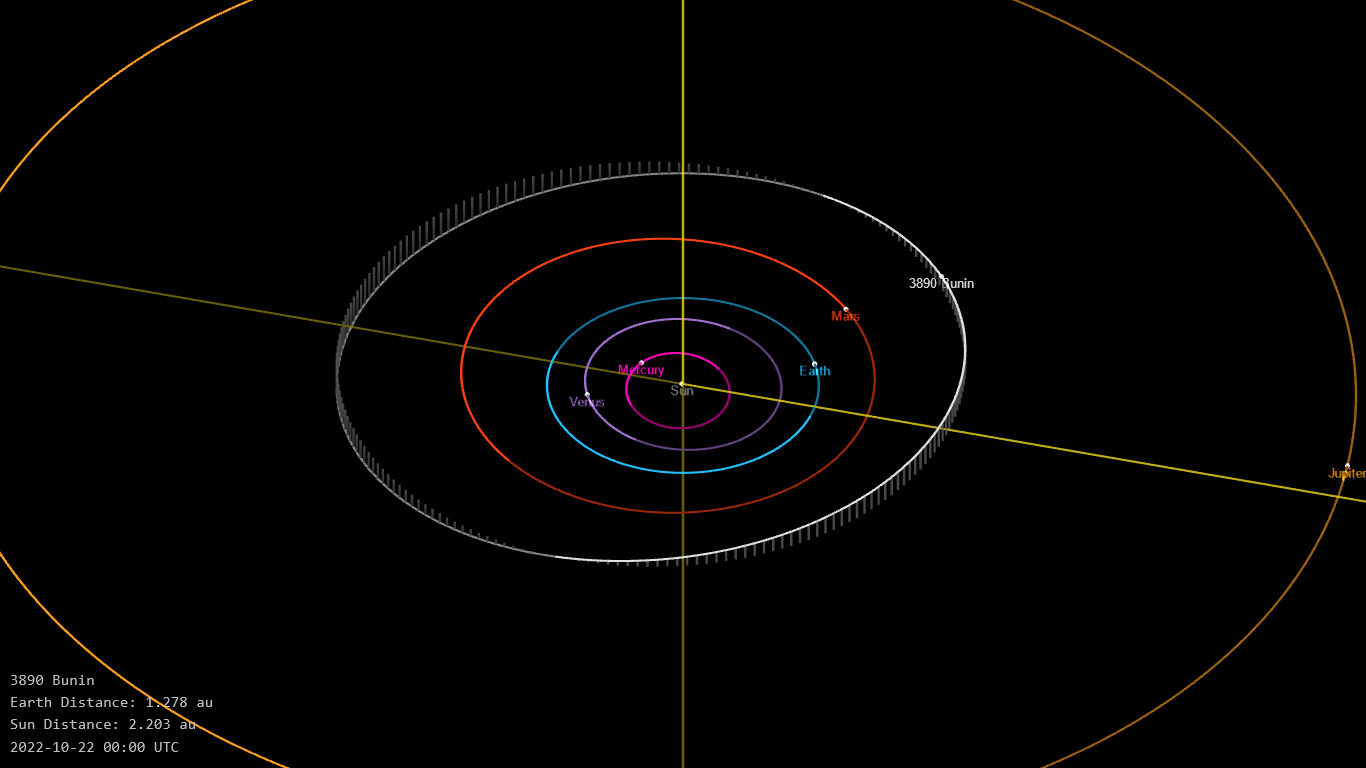
Orbite de Bounine

(3890) Bounine est un astéroïde de la ceinture principale.

## Description
(3890) Bounine est un astéroïde de la ceinture principale. Il fut découvert le 18 décembre 1976 à Nauchnyj par Lioudmila Tchernykh. Il présente une orbite caractérisée par un demi-grand axe de 2,33 UA, une excentricité de 0,14 et une inclinaison de 5,2° par rapport à l'écliptique.

## Compléments